# Gouvernement Minh Chính
République socialiste du Viêt Nam
Nguyễn Xuân Phúc 
Le gouvernement Minh Chính est le gouvernement de la République socialiste du Viêt Nam depuis le 6 avril 2021, sous la 15e législature de l'Assemblée nationale.
Il est dirigé par Phạm Minh Chính, nommé par le 13e Congrès du Parti communiste vietnamien en avril 2021, et confirmé dans ses fonctions par l'Assemblée nationale en juillet 2021.

## Historique

### Formation
Début 2021, le 13e Congrès national du Parti communiste du Vietnam a lieu du 25 janvier au 1er février 2021 à Hanoï.
Le congrès comptait 80 délégués de plus que le congrès précédent. 1590 délégués ont assisté au 13e Congrès du Parti (le 12e Congrès comptait 1 510 délégués).
Avant et pendant le congrès, les médias étrangers ont déclaré que Phạm Minh Chính serait probablement le nouveau Premier ministre du Vietnam après le 13e Congrès du Parti,,
Entre fin mars et début avril 2021, après le Congrès du Parti communiste, le Vietnam a poursuivi les activités de la série de conférences consultatives du Front de la Patrie, norme soumise à l'Assemblée nationale.

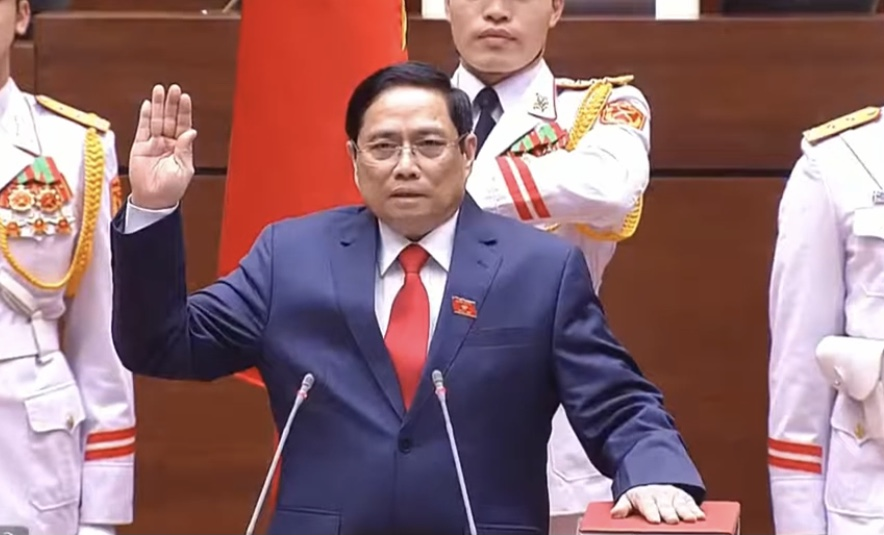
Phạm Minh Chính prête serment le 5 avril 2021.

Le 18 mars 2021, Phạm Minh Chính a été présenté comme candidat à l'Assemblée nationale lors de la deuxième session de la Conférence consultative.
Le 3 avril 2021, avec l'accord du Comité central du Parti communiste, Phạm Minh Chính a été nommé Premier ministre. Le 5 avril 2021, lors de la 11e session, la 14e législature de l'Assemblée nationale sortante l'approuve comme Premier ministre, avec un vote de 462 voix pour et 4 contre, obtenant 96,25 % des voix, il est élu officiellement Premier ministre du Viêt Nam.
À 16 heures le même jour, il prête serment en tant que Premier ministre et prononce un discours sur les lignes directrices de son gouvernement.

### Évolution
Le 26 juillet 2021, la XVe législature de l'Assemblée nationale, élue lors des élections de mai 2021, il est à nouveau élu en tant que Premier ministre, pour la durée de la législature (2021-2026). La totalité des 484 députés présents ont approuvé, le nombre total de députés étant de 499.
Le 28 juillet 2021, lors de la première session, les députés de l'Assemblée nationale ont voté pour approuver les résolutions approuvant la nomination du vice-Premier ministre, ministres, membres du gouvernement, qui reste inchangé comparé à celui d'avril 2021.

## Composition

### Premier ministre
| Portrait | Fonction         | Nom | Nom             | Parti |
| -------- | ---------------- | --- | --------------- | ----- |
|          | Premier ministre |     | Phạm Minh Chính | PCV   |

### Vice-premier ministres
| Portrait | Fonction | Nom | Nom               | Parti |
| -------- | --- | --- | ----------------- | ----- |
|          | Vice-Premier ministre permanent, chargé des Affaires étrangères et de l'intégration internationale, de l'élaboration du droit, de la structure organisationnelle, de la religion, de l'ethnicité |     | Phạm Bình Minh    | PCV   |
|          | Vice-Premier ministre, chargé de l'Économie générale et de l'inspection, des plaintes et des dénonciations                                                                                       |     | Lê Minh Khái (vi) | PCV   |
|          | Vice-Premier ministre, chargé de la Culture, de la Société, de l'Éducation, de la Santé, des Sciences                                                                                            |     | Vũ Đức Đam        | PCV   |
|          | Vice-Premier ministre, chargé de l'Économie de l'industrie |     | Lê Văn Thành (vi) | PCV   |

### Ministres
| Portrait                | Fonction                                                                | Nom | Nom                                                                                    | Parti |
| ----------------------- | ----------------------------------------------------------------------- | --- | -------------------------------------------------------------------------------------- | ----- |
|                         | Ministre de la Défense                                                  |     | Phan Văn Giang (vi)                                                                    | PCV   |
|                         | Ministre de la Sécurité publique                                        |     | Tô Lâm                                                                                 | PCV   |
|                         | Ministre de l'Intérieur                                                 |     | Phạm Thị Thanh Trà (vi)                                                                | PCV   |
|                         | Ministre des Affaires étrangères                                        |     | Bùi Thanh Sơn (vi)                                                                     | PCV   |
|                         | Ministre de la Justice                                                  |     | Lê Thành Long (vi)                                                                     | PCV   |
|                         | Ministre du Plan et de l'Investissement                                 |     | Nguyễn Chí Dũng (vi)                                                                   | PCV   |
|                         | Ministre des Finances                                                   |     | Hồ Đức Phớc (vi)                                                                       | PCV   |
|                         | Ministre de l'Industrie et du Commerce                                  |     | Nguyễn Hồng Diên (vi)                                                                  | PCV   |
|                         | Ministre de l'Agriculture et du développement rural                     |     | Lê Minh Hoan (vi)                                                                      | PCV   |
|                         | Ministre des Transports                                                 |     | Nguyễn Văn Thể (vi)                                                                    | PCV   |
|                         | Ministre de la Construction                                             |     | Nguyễn Thanh Nghị (vi)                                                                 | PCV   |
|                         | Ministre des Ressources naturelles et de l'Environnement                |     | Trần Hồng Hà (vi)                                                                      | PCV   |
|                         | Ministre de l'Information et de la Communication                        |     | Nguyễn Mạnh Hùng (vi)                                                                  | PCV   |
|                         | Ministre du Travail, des Invalides de guerre et des Affaires sociales   |     | Đào Ngọc Dung (vi)                                                                     | PCV   |
|                         | Ministre de la Culture, des Sports et du Tourisme                       |     | Nguyễn Văn Hùng (vi)                                                                   | PCV   |
|                         | Ministre des Sciences et de la Technologie                              |     | Chu Ngọc Anh (vi)                                                                      | PCV   |
|                         | Ministre des Sciences et de la Technologie                              |     | Huỳnh Thành Đạt (vi) (à partir du 12 novembre 2020)                                    | PCV   |
|                         | Ministre de l'Éducation et de la Formation                              |     | Nguyễn Kim Sơn (vi)                                                                    | PCV   |
|                         | Ministre de la Santé                                                    |     | Nguyễn Thanh Long (jusqu'au 7 juin 2022)                                               | PCV   |
|                         | Ministre de la Santé                                                    |     | Đỗ Xuân Tuyên (vi) (du 7 juin au 15 juillet 2022, Vice-ministre, ministre par intérim) | PCV   |
|                         | Ministre de la Santé                                                    |     | Đào Hồng Lan (vi) (à partir du 15 juillet 2022)                                        | PCV   |
| Organismes ministériels |                                                                         |     |                                                                                        |       |
|                         | Ministre, président du Bureau du gouvernement                           |     | Trần Văn Sơn (vi)                                                                      | PCV   |
|                         | Ministre, président du Comité pour les affaires des minorités ethniques |     | Hầu A Lềnh (vi)                                                                        | PCV   |
|                         | Inspecteur général du gouvernement                                      |     | Đoàn Hồng Phong (vi)                                                                   | PCV   |
|                         | Gouverneur de la Banque d'État                                          |     | Nguyễn Thị Hồng (vi)                                                                   | PCV   |